# Бортків
Бо́ртків (пол. Bortków) — село в Україні, у Золочівському районі Львівської області. 
Населення становить 809 осіб.

## Етимологія
Тут колись мешкало первісне поселення Бориславів двір і в процесі історичного розвитку виник простіший варіант для назви поселення Бортків двір, а згодом іще простіший – Бортків. Основна версія назви села говорить про рід занять поселенців – бортництво (бджільництво).

## Географія
Розташоване в північно-західній частині району на березі річки Гологірка.

Сусідні села:
Навколо Борткова лежать орні поля, лісів вже в цій околиці немає. 
Але колись давно, що поля на заході були зайняті великим лісом, який біля самого села переростав у сад. Але майже усі дерева лісу були зрізані і постачалися до Львова, як сировина. Через це населенню стало складно жити, адже ліси у ті часи мали дуже велике значення для сільського господарства. Також приблизно на 100 метрів від Дубин у сторону Глинян розташоване невеличке цікаве місце Гарбузове. А цікаве воно тим що колись там колись жив Пан Гарбуз до якого ходили селяни працювати на землі. А ще ближче до села знаходилися окопи, у які жителі села закопували мертву худобу. Після цього це місце почали називати «окописка».

## Історія
Село Бортків, ймовірно, було засноване ще у VII–VIII столітті, що підтверджується згадкою великого каменя з язичницькими символами, який пізніше був закопаний селянами. Це свідчить про можливу присутність на цих землях дулібів.
В часи Київської Русі території села були на межі кордонів Галицького князівства та Волинського князівств.
В 1349 році в результаті Довгої війни землі Борткова увійшли до складу Польщі.
Вперше село згадане в писемних джерелах за 1442 рік.
Село під назвою «Bordtkow» зображене на карті України Гійома де Боплана 1650 року, а також на пізніших картах фон Міґа (1779-1883).
В часи Речі Посполитої село входило до складу Буського повіту, Белзького воєводства.
На протилежному боці села був великий фільварок, який орієнтувався на виробництві збіжжя. Цей фільварок з’явився приблизно в 1680 році. Вести господарство у ті часи було складно саме через те, що були часті татарські навали. На початку XVIII століття Галичина була ареною бойових дій. Не минуло це і Борткова, нагадуванням про ці події є вулиці Ріжна (де нібито відбулася велика різанина) і Королева (проїжджаючи через село зупинився Ян Казимир).
В результаті поділу Речі Посполитої 1772 року Бортків увійшов до складу Австрійської імперії. Село було в складі Золочівського повіту, Львівського округу Королівства Галичини та Володимирії.
У Географічному словнику Королівства Польського (1880) міститься така інформація про Бортків:
|  | Бортків – село Золочівського повіту, в 3 милях на захід від Золочева, над потічком Солотвина, притокою Гологірки, яка, у свою чергу, є притокою Полтви, у 12 км від поштової станції Красне. Бортків лежить на дуже родючій землі, на так званих Золочівських низинах, глибокий чорнозем, земля при висиханні практично непридатна для оброблення. У власності пана перебуває: ріллі орної – 1049 моргів, лугів і городів – 483, пасовищ – 62, у власності селян – ріллі орної – 1304 морги, лугів і городів – 830, пасовищ – 241. Кількість мешканців: римо-католиків – 134, греко-католиків – 773, юдеїв – 69, разом – 976. Належить до римо-католицької парафія в Глинянах, греко-католицька парафія є на місці, належить до деканату унівського. Також є етатова школа і позичкова каса з фондом 245 золотих ринських. |

В 1902 році в поміщицькому маєтку відбувся страйк сільськогосподарських робітників, організаторів якого — місцевих жителів Г. Папроцького і М. Балучинського — ув’язнили. В роки Першої світової війни село було знищене. В 1919—1920 рр. його селяни розподілили поміщицькі землі між собою. В результаті Польської-української війни увійшло до складу Польщі. Адміністративно входив до складу Ґміну Красне, Золочівського повіту, Тернопільського воєводства.
В 1934 році було відомо, що в Борткові було аж три читальні – українська, москвофільська, польська. А також дві кооперативні крамниці – «Просвіта» і «Суспільство ім. М.Качковського». Була ще й єврейська крамниця. Ще в 1873 році в Галичині виникло москвофільство, і на основі цього будували москвофільські читальні. Одна з таких читалень була в Борткові. Такі читальні створювали, тому що відбувалися народні рухи проти Російської Імперії. Народ своїми силами намагався підсилити ідею відродження незалежної української держави і українського народу. Люди почали популяризувати козацтво - носили високі шапки і співали коцьких пісень. І тому москвофіли намагалися придушити в українців їхню силу волі. Через це Російська Імперія таємно підтримувала москвофілів. Після Першої Світової війни інформацію про читальню не знайшли. Але було відомо, що селяни читали газети: «Русское Слово», «Русская Рада», «Посланник».
Делегатами до Народних Зборів Західної України у 1939 році були В. Папроцький та І. Регета. В цьому ж році виникла комсомольська організація.
За радянської влади в селі знаходилась центральна садиба колгоспу «Україна», за яким було закріплено 1,7 тис. грн. Основним виробничим напрямком було тваринництво з розвинутим буряківництвом.
У 1941 році село було захоплено Німеччиною, де неподалік у Ляцьке діяв Трудовий табір для цивільного населення, де були репресовані юдеї з Борткова. Село було в складі Крайсгауптманшафт Злочов, Дистрикту Галичина, Генеральної губернії. 17 липня 1944 року радянські війська взяли Бортків.
У зв'язку з децентралізацією в Україні з 2020 року село перебуває у складі Красненської селищної громади Золочівського району.

## Населення
Згідно з переписом УРСР 1989 року чисельність наявного населення села становила 956 осіб, з яких 430 чоловіків та 526 жінок.
За переписом населення України 2001 року в селі мешкало 808 осіб.

### Мова
Розподіл населення за рідною мовою за даними перепису 2001 року:
| Мова       | Кількість | Відсоток |
| ---------- | --------- | -------- |
| українська | 807       | 99.75%   |
| російська  | 2         | 0.25%    |
| Усього     | 809       | 100%     |

## Економіка
Діють підприємства:
- СТОВ «Україна», фермерські господарства. Основний вид діяльності — вирощування зернових.
- МПП «Секунда» — виробництво взуття. (Зараз не діє)
- МПП «Столярик» — виробництво столярних виробів.
- ПП «Геопроект-М» — інжинірингова діяльність.

## Соціальна сфера
Освітні заклади:
- Бортківська загальноосвітня школа І-ІІ ступенів (директор — Кутянський Степан Мар'янович). Приміщення школи збудоване 1967 року.

До закладів культури відноситься народний дім. До охорони здоров'я — амбулаторія загальної практики сімейної медицини. Є місцева пожежна команда, яка була відкрита 29 жовтня 2018 року.

## Історичні пам'ятки

### Церква Вознесіння Господнього (1767) (ПЦУ)
Знаходиться в центрі села, при дорозі. Тризрубна триверха будівля збудована з різаного вільхового дерева на дубових підвалинах, за кошти громади. Рік освячення — 1767, посвячував її єпископ Антін Ангелович.
Ще на початку XX ст. в церкві був антимінс, виданий ним 1768 року. Біля церкви стояла дерев`яна дзвіниця з чотирма дзвонами. У 1876 році церкву всередині розмалювали. У 1901 році біля неї вже стояла мурована дзвіниця з п`ятьма дзвонами. У цьому ж році до бабинця церкви прибудували присінок, адже вона не вміщала усіх парафіян.
На південь від церкви розташована мурована стінна двоярусна дзвіниця на п'ять аркових прорізів. До 1901 року це була дерев'яна дзвіниця з чотирма дзвонами. З мурованої дзвіниці у 1915 році московське військо забрало усі п'ять дзвонів. На прицерковній території збереглися старі кам'яні хрести і надгробні пам'ятники.

### Дім молитви (УЦХВЄ)
Церква була заснована у 1928 році місіонером Михайлом Якітом. У 1920-х та 1930-х служив проповідник Григорій Федишин. У 90-річчі церкви в 2018 році побував старший єпископ УЦХВЄ Михайло Паночко.

### Пам'ятник Святого Яна
З міста Глиняни через Бортків йшла воєнна дорога, з боку цієї дороги росли чотири липи. Там була криниця. І за часів польського правління вона була засипана австрійською зброєю, а на цьому місці було встановлено пам’ятник «Святому Яну Непомуку». На сьогоднішній день в селі залишився пам’ятник святому Яну і лише одна липа, які є живими свідками цієї історії.

### Горб Козацький
Трохи ближче на відстані від села 3 кілометри знаходиться горб, який називають Козацьким. Про це існує легенда, про те що коли була війна, неподалік села ближче до Дубин, у битві помер полководець і його тіло закидали козацькими шапками і з часом його тіло поросло травою і утворився горб. Який вважали символом вірності українців. Цей горб здіймається до 257 метрів над рівнем моря.
А ще недалеко від цього місця стояв великий камінь на, якому були зображені язичницькі символи. Але селяни вирішили його закопати цю пам’ятку давньої слов’янської релігії.

## Відомі люди
- Хамула Михайло — галицький промисловець
- Кохан Григорій — український кінорежисер
- Дальний Мар'ян (справжнє ім'я — Горгота Мар'ян) — письменник
- Солотва Ольга Франківна — доярка колгоспу «Україна», Герой Соціалістичної Праці
- Гжегож Носс[13] – польський учитель[14], пасічник[15].